# Knud Nierhaus
Knud Hermann Nierhaus (* 7. April 1941 in Bochum; † 7. April 2016) war ein deutscher Biochemiker. Er war Gruppenleiter am Max-Planck-Institut für Molekulare Genetik in Berlin-Dahlem und außerplanmäßiger Professor an der TU Berlin. Er galt als ein international führender Experte für Ribosomen.

## Werdegang

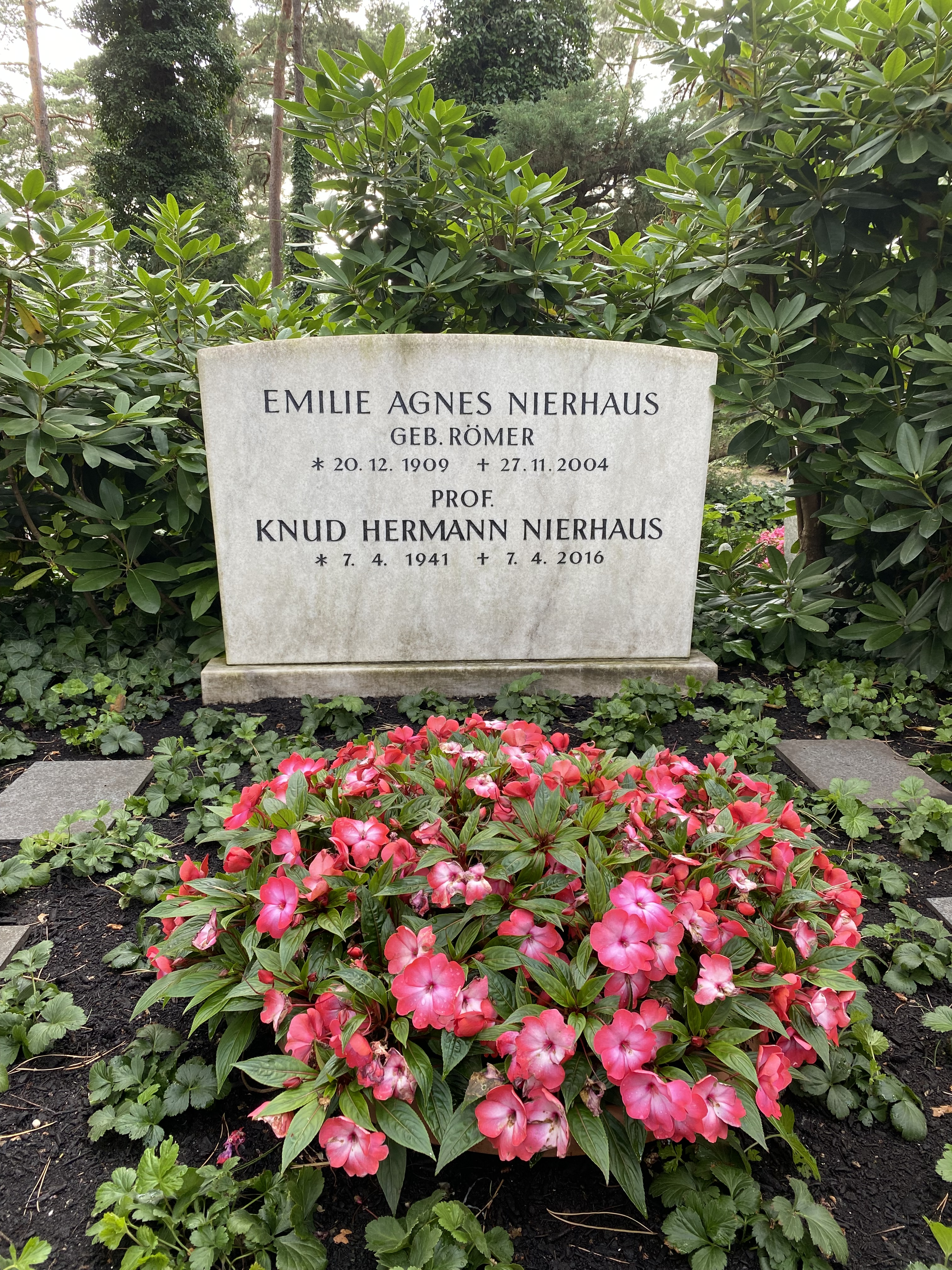
Grabstätte auf dem Waldfriedhof Dahlem

Nierhaus studierte Medizin in Tübingen und Wien und promovierte dann in Tübingen in Medizin 1967. 1970 wurde er Gruppenleiter in Berlin unter Heinz-Günter Wittmann. Nach der Habilitation (1976) wurde er 1980 an der TU Berlin zum Professor berufen. 1984 wurde er Mitglied der European Molecular Biology Organization. Nach seiner Emeritierung (2006) arbeitete er im Labor seines ehemaligen Studenten Christian Spahn. Er starb unerwartet an seinem Geburtstag an einem Herzanfall. Seine letzte Ruhestätte fand er auf dem Waldfriedhof Dahlem (Feld 007-348).
Er war Adjunct Professor an der Lomonossow-Universität.

## Wirken
Nierhaus entwickelte das Alpha-Epsilon-Modell (three site model) der Ankopplung der t-RNA an die m-RNA im Ribosom bei der Translation. Danach gibt es drei Stellen, an denen die t-RNA am Ribosom ankoppelt (A, P, E). Die E-Stelle fand er 1981 (die A und P Stelle war seit den 1960er Jahren bekannt). Außerdem gelang ihm mit F. Dohme 1976 die Rekonstitution der 50S-Untereinheit des Ribosoms aus seinen Konstituenten in vitro. Er untersuchte auch die Struktur und Funktion von Ribosomen-Komplexen mit Kryo-Elektronenmikroskopie und mit Röntgenstrukturanalyse. Dabei gelangen auch neue Erkenntnisse über die Antibiotika-Bindestellen im Ribosom.
Die Nierhaus-Gruppe machte außerdem wichtige Entdeckungen im Zusammenhang mit der Regulation der Translation, z. B. bei der Entdeckung des Ribosomen-Assembly-Faktors RsfS (RsfA).

## Sonstiges
Nierhaus war Amateur-Pianist.